# إدوارد كينواي
إدوارد كينواي (بالإنجليزية: Edward Kenway)‏ هو بطل للعبة أساسنز كريد IV: بلاك فلاق, جد كونور كينواي بطل أساسنز كريد III. إدوارد هو قرصان إنجليزي بارع، لكن مغرور تدفعه رغبته بالشهرة والثراء.

## حياته
ولد ادوارد بحالة فقر لأب إنجليزي و أم ويلزية، تقدم في العمر ليصبح فردا جذابا و لكن أنانيا و متهور.
في مطلع عمره، انتقلت عائلة ادوارد إلى بريستول، في شمال-غرب إنجلترا، حيث التقى هناك سيدة اسمها كارولين سكوت تكبره بعامين.
تزوج ادوارد كارولين و انجبت له طفلة، تدعى جيني كنواي, و مع انه كان زواجا يعتبر مفعما بالحياة، طفح كيل كارولين بسبب عدم قدرة ادوارد على ايجاد عمل حقيقي أو أخذ واجباته كزوج بجدية، و لكن ما حطم الزواج بأكمله في النهاية هو طموح ادوارد العالية للإبحار كقرصان خاص و مرخص في جزر الهند الغربية.
بعد أن انتهت حياته الزوجية، سعى ادوارد لتحقيق احلامه؛ في عام 1712, صعد ادوارد على متن سفينة استؤجرت للإبحار إلى جاميكا، بهدف الإبحار مع القبطان بينجامين هورنيغولد. و بقى في جاميكا لمدة ستة أشهر، حتى صدرت معاهدة أوترخت في مقبل عام 1713, و التي أنهت الصراع بين الامبراطوريات الكبرى على نحو فعال، و لذلك، بطلت الحاجة للقراصنة الخصوصيين البريطانيين في جزر الهند الغربية، طاردة ادوارد من العمل.
في عام 1715, كان لدى ادوارد عامين من الخبرة في القرصنة، تجربة أمكنته من الإبحار بسلاسة و مهارة، و التسلق في أصعب الأماكن و أقصاها.
تقاعد ادوارد أخيرا من حياته في البحر عندما التقى تيسا ستيفينسون-اوكلي, الامرأة التي ستكون زوجته الثانية. ساعدت تيسا ادوارد بشراء منزل بساحة الملكة آن في لندن, و في عام 1725, انجبت تيسا طفلا يدعى هيثم كنواي. درب ادوارد هيثم منذ نعومة أظافره ليصبح مغتالا، كتدريبات فن استعمال السيف. و شجعه على التفكير لنفسه، و عدم الأخذ بآراء الآخرين. و مع ذلك، لم يكشف ادوارد سر مهنته السابقة لابنه، و لكن ماضي ادوارد كقرصان باعدت العائلة عن من حولهم في لندن.

## الصفات الجسدية و الشخصية
تمييز ادوارد باستعماله سيفان مقوسان بالقتال، إضافة إلى أربع مسدسات فلينتلوك كانت بحوزته دائما، احتوى زيه الرسمي على جمجمة حديدية مثبتة على كتفه الأيمن، تعني انتمائه لحياة القرصنة و الاغتيال معا. تمييز أيضا بعدة ندب على وجهه، واحدة تلمس حاجبه الأيمن و زاوية عينه، واحدة على جسر انفه، و ثالثة تبدأ من اذنه اليمنى و تكتمل باتجاه خده. لم يمتاز ادوارد بندبة تقطع شفته كأبطال ألعاب أساسنس كريد الماضية، كما لم يمتاز بقماشة تشبه منقار النسر على غطاء الرأس. امتاز بشعر أشقر و عيون زرقاء، على خلاف بقية الأبطال الذين امتازوا بشعر بني و عيون بنية.
كان ادوارد شخصا متهورا و لكن شجاعا، و كان مفتونا بفكرة الشهرة و الاعتزاز، و هذا ما دفعه لترك زوجته الأولى و الانضمام إلى اسطول القراصنة الخصوصيين، سعيا لطلب الثروة في البحر الكاريبي، و بعد صدور معاهدة اوترخت، انقلب ادوارد لحياة القرصنة مع الكثيرين من القراصنة الخصوصيين السابقين، و أصبح مهابا و محترما لمهارته في القتال و الإبحار، و عندما انضم لأخوية المغتاليين، أصبح ادوارد قرصانا يبحث عن الكنوز و سوء الشهرة و الهيبة، وولائه لمنظمة المغتاليين في نفس الوقت.

## وفاته
في الثالث من ديسمبر، عام 1735, تسلل رجال بأقنعة إلى منزل عائلة كينواي، و اختطفوا ابنة ادوارد و قتلوا عدة من الخدم. بعد ان تحقق ادوارد من سلامة زوجته و ابنه، هاجم ادوارد اثنين من الدخلاء، و بعد قتال عنيف، استطاع احدهم من طعن ادوارد في الصدر، فقتل فورا.